# Domanižská kotlina
Domanižská kotlina je geomorfologický podcelek Žilinské kotliny.

## Vymezení
Kotlina se nachází na severozápadním Slovensku a zabírá jihozápadní část žilinského okresu s přesahem do okresu Považská Bystrica v Trenčínském kraji. Tvoří výběžek Žilinské kotliny, s jejíž Rajeckou dolinou ji spojuje krátký úsek západně od Rajce. Mírně esovité území je sevřeno ze severu Súľovskými skálami, podcelkem Súľovských vrchů, z jihu Zliechovskou hornatinou, podcelkem Strážovských vrchů, a na severovýchodě na ně navazuje Rajecká dolina, podcelek Žilinské kotliny.
Území odvodňují tři hlavní vodní toky; na severu Čierňanka, ústící do říčky Rajčanky, ve střední části Domanižanka a v jižní Pružinka, obě směřující západním směrem do Váhu.

## Doprava
Dopravní tepnou území je silnice II/517 z Považské Bystrice do Rajce, na kterou se připojují slnice nižší kategorie. 

## Osídlení
Na území kotliny leží obce Malá Čierna a Veľká Čierna v okrese Žilina a Čelkova Lehota, Domaniža, Ďurďové, Malé Lednice a Pružina v okrese Považská Bystrica.